# Fanny Crosby
Fanny Crosby, egentligen Frances Jane Crosby van Alstyne, född 24 mars 1820 i Putnam County, New York, USA, död 12 februari 1915 i Bridgeport, Connecticut, var lärare för blinda och själv blind, författare, aktivist och metodist. Hon skrev bland annat mer än 8 000 sånger, varav många finns representerade i Svenska Missionsförbundets sångbok 1920 (SMF 1920), pingströrelsens Segertoner 1930, 1986 års psalmbok och i Frälsningsarméns sångbok 1990 (FA). Många av hennes psalmer har översatts till svenska av Erik Nyström.
Fanny Crosby publicerade ofta sina verk under pseudonym och skall ha använt över 200 olika pseudonymer, däribland Lizzie Edwards, G. J. Frances och Annie L. James. Hon tillhörde helgelserörelsen och hennes sånger sjöngs mycket inom denna rörelse. Hennes sånger är representerade i snart sagt varenda amerikansk andlig sångbok som utgivits sedan hon levde. Hennes mest kända sånger är "Blessed assurance, Jesus is mine" (sv övers "Saliga visshet, Jesus är min") och "Tell me the story of Jesus" (sv övers "Låt mig få höra om Jesus").

## Psalmer
- Aldrig tröttna vi att sjunga (Segertoner 1930 nr 71)
- All ära till Gud (FA nr 478) skriven 1875
- Brist ut, min själ, i lovsångs ljud (SMF 1920 nr 523). Översatt av Erik Nyström 1893. Finns på Wikisource.
- Bröllopet tillrett står (SMF 1920 nr 204). Översatt av Erik Nyström.
- En frälsare dyrbar är Jesus (Segertoner 1930 nr 128 )
- Endast ett steg till Jesus (FA nr 336). Översatt av Erik Nyström.
- Finns här ett ångerfullt hjärta 1894 (musik av William Howard Doane)
- Framåt, uppåt, Kristi kämpe (SMF 1920 nr 302). Översatt av Erik Nyström.
- Hela vägen går han med mig (SMF 1920 nr 335, Segertoner 1930 nr 386) skriven 1875 och översatt till svenska 1878. Finns på Wikisource.
- Håll du min hand (SMF 1920 nr 405), under pseudonymen G. J. Frances. Översatt av Erik Nyström.  Finns på Wikisource.
- Ingen lik Jesus i lust och smärta (Segertoner 1930 nr 68)
- Jag sjunger helst om Jesus (SMF 1920 nr 57). Översatt av Erik Nyström.
- Jag vill städs ha Jesus med mig (FA nr 565). Under pseudonymen Lizzie Edwards.
- Jag är din, o Gud (SMF 1920 nr 283). Översatt av Erik Nyström.
- Jag är glad och ung (Svensk söndagsskolsångbok 1908 nr 229). Översatt av Erik Nyström.
- Jesus, du min vän den bäste (SMF 1920 nr 400). Översatt av Erik Nyström.
- Jesus, håll mig vid ditt kors (Segertoner 1930 nr 378) Finns på Wikisource.
- Jesus kär, gå ej förbi mig (Sionstoner nr 623, SMF 1920 nr 191) skriven 1868, översatt av Erik Nyström. Finns på Wikisource.
- Jesus måste jag ha med mig (flera frikyrkliga psalmböcker)
- Låt mig få höra om Jesus (1986 nr 46) skriven cirka 1900 och översatt av Karl Larsson 1904. Originaltitel Tell me the story of Jesus.
- Min sång skall bli om Jesus (Sionstoner nr 798, FA nr 509) översatt av Erik Nyström. Finns på Wikisource.
- När den sista basunen ljuder (Segertoner 1930 nr 284)
- När mitt livsverk är ändat (Segertoner 1930 nr 56 )
- O,  jag ser en vitklädd skara (Tillägg till Segertoner h. 2, nr 37), översatt av Paul Ongman. Tonsatt av Chas. H. Marsh
- O, säg ett ord om Jesus (SMF 1920 nr 555). Översatt av Fredrik Engelke.
- O vad fröjd, vad helig glädje (Segertoner 1930 nr 290)
- Om din synd än är blodröd (FA nr 363).
- Rädda de döende (Sionstoner nr 706, SMF 1920 nr 552, Segertoner 1930 nr 349). Översatt av Erik Nyström. Finns på Wikisource.
- Saliga visshet, Jesus är min (1986 nr 259)
- Se, nu är den ljuvliga tiden (SMF 1920 nr 223). Översatt av Erik Nyström.
- Se, vi tågar fram med sköld och med baner (FA nr 639) Finns på Wikisource.
- Sorgsna hjärta, eho du är (Sionstoner nr 641) översatt av Erik Nyström.
- Sorgsna hjärta, fatta tröst!  (SMF 1920 nr 218). Översatt av Erik Nyström.
- Stäm upp, stäm upp (FA nr 522).
- Så nära Guds rike (FA nr 368).
- Trygg i min Jesu armar (SMF 1920 nr 332). Översatt av Erik Nyström.
- Tätt vid korset, Jesus kär (Sionstoner nr 683, FA nr 450). Översatt av Erik Nyström. Finns på Wikisource.
- Världen tag, men giv mig Jesus! (Segertoner 1930 nr 244)

## Engelska psalmtitlar
- Sweet hour of prayer, diktad 1849. (Nr 884 i The Church Hymn book 1872.)